# ماريا غويدا
ماريا غويدا (بالإيطالية: Maria Guida)‏ هي منافس ألعاب قوى إيطالية، ولدت في 23 يناير 1966 في فيكو إكوينسي في إيطاليا.

## وصلات خارجية
- ماريا غويدا على موقع الاتحاد الدولي لألعاب القوى (الإنجليزية)
- ماريا غويدا على موقع الاتحاد الإيطالي لألعاب القوى (الإيطالية)
- ماريا غويدا على موقع أوليمبيديا (الإنجليزية)